# Wheelers Hill
Wheelers Hill è un sobborgo di Melbourne, Victoria, Australia. Il Local Government Area è la City of Monash.
Wheelers Hill ha quasi sicuramente preso nome dai fratelli Wheeler, John e Bartholomew. L'Hotel Wheelers Hill era un ufficio postale e un punto di pausa per i coltivatori che viaggiavano pertrasportare le loro merci.
A Wheelers Hill vi è il Jells Park, un'infrastruttura di oltre 127 ettari di terreno. Contiene 9 kilometri di percorsi che circondano un grande lago. Wheelers Hill è famosa per i suoi alberi. Parklands occupa il 31% del totale di Wheelers Hill.
Il capus di Wheelers Hill della Caulfield Grammar School è la più grande scuola del sobborgo.
Chris Cheney, chitarrista e corista dei The Living End è stato a scuola a Wheelers Hill. Inoltre ha passato del tempo, prima di diventare famoso, nell'After School Care alla Jells Park Primary School.